# 今井宗久

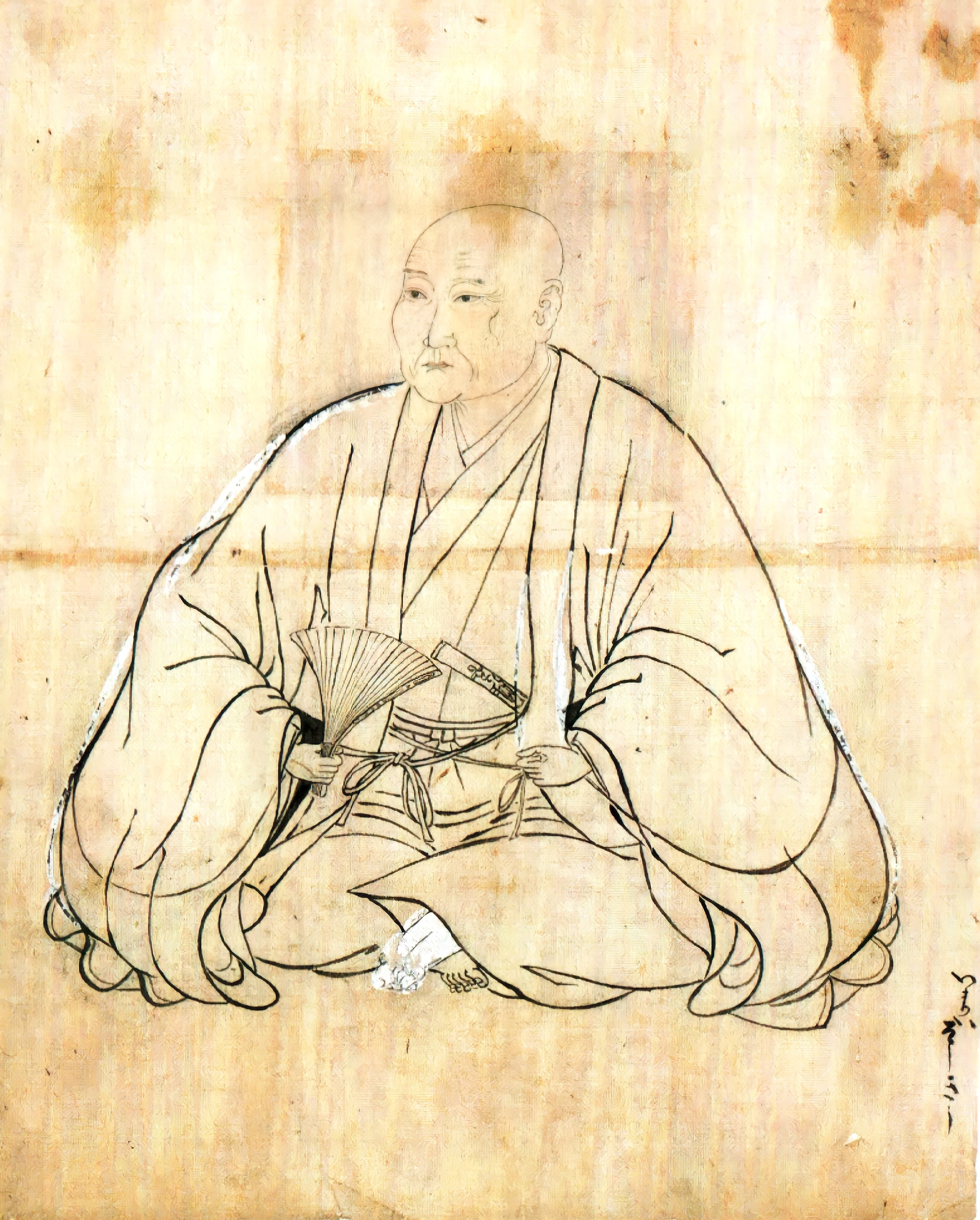
今井宗久像（土佐光吉筆か）

今井 宗久（いまい そうきゅう、永正17年（1520年） - 文禄2年8月5日（1593年8月31日））は、室町時代から安土桃山時代にかけての堺の商人、茶人。今井出羽守宗慶の三男の氏高の子。今井宗薫の父。名は兼員、初名を久秀、通称を彦八郎のち彦右衛門。号は昨夢庵寿林。屋号は納屋。薙髪の後に宗久と名乗った。千利休・津田宗及と共に茶湯の天下三宗匠と称せられた。

## 来歴
大和国高市郡今井村の出身。祖は近江源氏佐々木氏で、近江国高島郡今井市城を領したので、今井氏と称したという。泉州・堺に出て納屋宗次の居宅に身を寄せ、武野紹鷗に茶を学ぶ。やがて紹鷗の女婿となり、家財茶器などをことごとく譲り受けたという（のちにこの遺産を巡って武野宗瓦と争い勝利した）。天文23年（1554年）には大徳寺塔頭大僊院に170貫を寄進している。初めは当時軍需品としての需要があった鹿皮などの皮製品（甲冑製造などに用いる）の販売を扱っており、それによって財をなし、各地の戦国大名とのつながりを深めていった。
将軍・足利義昭にも茶湯をもって近侍し、織田信長の堺に対する矢銭徴課に当たっては、即座にこれに応じた。永禄11年（1568年）10月、上洛した信長と摂津西成郡芥川で相見え、名物・松島の葉茶壺や紹鷗茄子などを献上した。いち早く信長の知己を得て、足利義昭からは大蔵卿法印の位を授かる。同年、信長が堺に対して矢銭2万貫を課した際、会合衆たちが三好氏の力を背景に徹底抗戦の姿勢を見せたのに対し、この要求を受け入れるよう信長と他の会合衆との仲介を行いこれに成功し、摂津住吉郡に2千2百石の采地を受けた。また、堺五箇荘の代官職と同荘の塩合物勘過料の代官職を得た。
なお、柴辻俊六によれば、宗久は信長の上洛以前から堺を構成する堺北荘・堺南荘にある幕府の御料所の代官を務めており、信長も宗久の代官職を安堵するとともに自らの被官に加えることで堺の支配の足掛かりを築いたという。
これ以降は信長に重用され、さまざまな特権を得る。永禄12年（1569年）には、堺近郊にある摂津五カ庄の塩・塩合物の徴収権と代官職、淀過書船の利用（淀川の通行権）を得て、元亀元年（1570年）には長谷川宗仁とともに生野銀山などの但馬銀山の支配を任せられる。また、代官領に河内鋳物師ら吹屋（鍛冶屋）を集め、鉄砲や火薬製造にも携わった。これらにより、会合衆の中でも抜きん出た存在として堺での立場を確立し、信長の天下統一を側面から支えた。また、茶人としても千利休、津田宗及とともに信長の茶頭を務めた。
信長の死後には羽柴秀吉（豊臣秀吉）にも仕え、堺の万代屋宗安、住吉屋宗無（山岡宗無）とともに御咄衆を務めた。また茶頭として天正15年（1587年）に秀吉が主催した聚楽第落成の交歓茶事北野大茶湯にも協力をし、所蔵茶器が第4位を占めた。しかし、秀吉は宗久よりも新興の薬種商・小西隆佐や千利休らを重用したため、信長時代に浴したほどの地位ではなかったとも伝えられている。
文禄2年（1593年）に死去、享年73。墓所は堺市堺区の臨江寺。
著作に茶会記録の『今井宗久茶湯日記抜書』（静嘉堂文庫蔵）があるとされてきたが、偽書であることが明らかにされた（『茶書研究 第九号』）。

## 黄梅庵

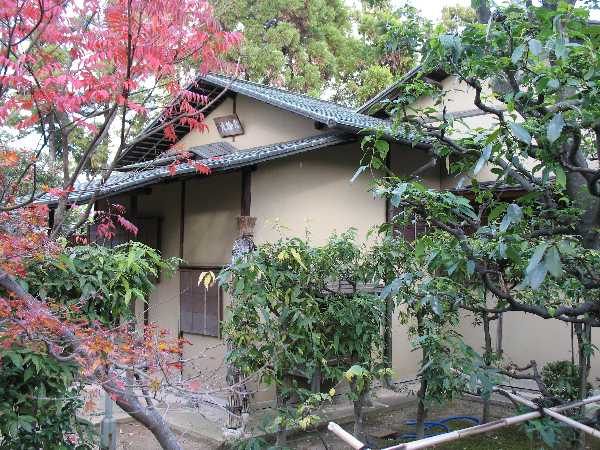
黄梅庵

戦国時代末期、橿原市今井町の牧村家（現豊田家）に建てた茶室は、電力業界に貢献した松永安左ヱ門が昭和15年（1940年）に豊田家より買い受けて小田原市に移築し、黄梅庵（おうばいあん）と名付けた。その後、昭和53年（1978年）、相続人の松永安太郎が無償で堺市に寄贈し、市制90年記念事業の一環として昭和55年（1980年）10月、大仙公園内に移築された。

## 登場する作品
ドラマ
- 黄金の日日（1978年、NHK大河ドラマ、演：丹波哲郎）
- 信長 KING OF ZIPANGU（1992年、NHK大河ドラマ、演：佐藤慶）
- 利家とまつ〜加賀百万石物語〜（2002年、NHK大河ドラマ、演：林隆三）
- 軍師官兵衛（2014年、NHK大河ドラマ、演：小西博之）
- 麒麟がくる（2020年、NHK大河ドラマ、演：陣内孝則）

小説
- 『布武の果て』（上田秀人、集英社、2022年）